# Rimae Archimedes
Le Rimae Archimedes sono una struttura geologica della superficie della Luna.